# Jerzy Styka
Jerzy Styka (* 1954 in Bratkowice) ist ein polnischer Altphilologe.

## Leben
Nach dem Studium der Fächer Klassische Philologie und Hispanistik an der Jagiellonen-Universität in Kraków (1973–1977) arbeitete Styka dort als wissenschaftlicher Assistent und wurde 1984 promoviert. Er beschäftigt sich seitdem mit Themen der Latinistik, literarischen Theorie und Ästhetik und den antiken Ursprüngen der spanischen Literatur.
Zahlreiche Stipendien ermöglichten ihm Forschungsaufenthalte in Italien, Spanien, Norwegen und den Niederlanden. Ein Jahr nach seiner Habilitation (1994) wurde Styka zum Direktor des Instituts für Klassische Philologie der Universität Kraków und zum wissenschaftlichen Sekretär der Abteilung für Klassische Philologie der Polnischen Akademie der Wissenschaften ernannt. 1997 wurde Styka zum ordentlichen Professor befördert, 1998 war er Prodekan der Philosophischen Fakultät und Vizepräsident der Societas Philologa Polonorum. Nach dem Scheiden von Fritz Graf im Sommer 1999 vertrat Styka dessen Basler Lehrstuhl für Latinistik im Rahmen einer Gastprofessur, bevor er 2000 zum hauptamtlichen Ordinarius ernannt wurde. Schon nach einem Jahr verließ Styka die Universität Basel wieder und ging zurück an die Jagiellonen-Universität. Seine Nachfolgerin wurde 2002 die österreichische Philologin Henriette Harich-Schwarzbauer.
Seit 2001 hat Styka neben seinem Ordinariat in Kraków eine Gastprofessur an der Universität Warschau inne.